# South West Garo Hills
Der Distrikt South West Garo Hills ist ein Distrikt im indischen Bundesstaat Meghalaya. Verwaltungssitz ist der Ort Ampati.

## Geografie
Der Distrikt South West Garo Hills liegt ganz im Westen Meghalayas an der Grenze zu Bangladesch. Die Fläche des Distrikts beträgt 822 Quadratkilometer. Nachbardistrikt ist der Distrikt West Garo Hills im Nordosten, Osten und Südosten. Im Nordwesten und Norden grenzt der Distrikt an den indischen Bundesstaat Assam. Im Süden, Südwesten und Westen grenzt der Distrikt an Indiens Nachbarstaat Bangladesch.

## Geschichte
Der Distrikt entstand am 7. August 2012 bei der Teilung des damaligen Distrikts West Garo Hills. Die C.D. Blocks Betasing (alle Gemeinden; 72.103 Einwohner) und Zikzak (alle Gemeinden; 74.602 Einwohner), 11 Gemeinden des C.D. Blocks Dalu (mit 2875 der 54.095 Einwohnern des C.D. Blocks), 25 Gemeinden des C.D. Blocks Gambegre (mit 6777 der 33.546 Einwohnern des C.D. Blocks), die Gemeinde Angalgre des C.D. Blocks Rongram (mit 153 der 133.756 Einwohnern des C.D. Blocks) und 41 Gemeinden des C.D. Blocks Selsella (mit 15.985 der 175.206 Einwohnern des C.D. Blocks) bildeten den neuen Distrikt South West Garo Hills.

## Bevölkerung
Nach der Volkszählung 2011 hat der Distrikt South West Garo Hills 172.495 Einwohner. Bei 210 Einwohnern pro Quadratkilometer ist der Distrikt dicht besiedelt. Alle Bewohner wohnten in Landgemeinden.
Der Distrikt Distrikt South West Garo Hills ist mehrheitlich von Angehörigen der „Stammesbevölkerung“ (scheduled tribes) besiedelt. Zu ihnen gehörten (2011) 138.168 Personen (80,10 Prozent der Distriktsbevölkerung). Zu den Dalit (scheduled castes) gehörten 2011 nur 2095 Menschen (1,21 Prozent der Distriktsbevölkerung).

### Bevölkerung des Distrikts nach Geschlecht
Von den 172.495 Bewohnern waren 87.135 (50,51 Prozent) männlichen und 85.360 weiblichen Geschlechts. Dies ist typisch für Indien, wo gewöhnlich ein deutliches Mehr an Männern vorherrscht.

### Bevölkerung des Distrikts nach Sprachen
Nur noch etwa 59 Prozent der Einwohner des Distrikts sind Garo. Rund 20 Prozent der Bevölkerung sprechen Bengali. Die dem Hinduismus angehörenden Hajong stellen rund 11 Prozent, die ebenfalls hinduistischen Koch rund 6 Prozent der Bewohner. Hinzu kommen kleinere sprachliche Minderheiten, die Assamesich, Hindi und Rabha sprechen.

### Bevölkerung des Distrikts nach Bekenntnissen
In den letzten 100 Jahren ist die Mehrheit der einheimischen Bevölkerung zum Christentum übergetreten. Heute sind etwa 57 Prozent der Einwohner Christen. Doch gibt es durch die starke Zuwanderung aus anderen Teilen Indien und aus Bangladesch bedeutende religiöse Minderheiten. Etwa 25 Prozent der Einwohner sind Hindus (darunter die Hajong und Koch) und rund 15 Prozent Muslime.

## Bildung
Das Ziel der vollständigen Alphabetisierung ist noch weit entfernt. Von den 142.876 Personen in einem Alter von sieben Jahren und mehr können 97.790 (68,44 Prozent) lesen und schreiben. Für indische Verhältnisse normal ist der deutliche Unterschied zwischen den Geschlechtern. Einen Überblick über die Verhältnisse gibt folgende Tabelle:
| Alphabetisierung im Distrikt South West Garo Hills |                   |                   |
| Einheit                                            | Volkszählung 2011 | Volkszählung 2011 |
| Einheit                                            | Anzahl            | Anteil            |
| GESAMT                                             | 97.790            | 68,44 %           |
| Männer                                             | 53.141            | 73,67 %           |
| Frauen                                             | 44.649            | 63,11 %           |
| STADT GESAMT                                       | 0                 | –                 |
| Stadt-Männer                                       | 0                 | –                 |
| Stadt-Frauen                                       | 0                 | –                 |
| LAND GESAMT                                        | 97.790            | 68,44 %           |
| Land-Männer                                        | 53.141            | 73,67 %           |
| Land-Frauen                                        | 44.649            | 63,11 %           |
| Quelle: Ergebnis der Volkszählung 2011             |                   |                   |

## Verwaltung
Der Distrikt hat mit Betasing und Zikzak zwei Community Development Blocks (C.D. Blocks; Unterbezirke).